# 2004 VM131
2004 VM131, também escrito como 2004 VM131, é um corpo celeste que é classificado como um centauro, numa classificação estendida de centauros. Ele possui uma magnitude absoluta de 8,5 e tem um diâmetro estimado de cerca de 88 km.

## Descoberta
2004 VM131 foi descoberto no dia 9 de novembro de 2004 pelo Canada-France Ecliptic Plane Survey.

## Órbita
A órbita de 2004 VM131 tem uma excentricidade de 0,697 e possui um semieixo maior de 68,226 UA. O seu periélio leva o mesmo a uma distância de 20,666 UA em relação ao Sol e seu afélio a 116 UA.